# Échelle de Kardachev dans la culture populaire

Le drapeau de la Fédération unie des planètes de l'univers de Star Trek. La fédération regroupe des civilisations classées entre les types I et II.

L’échelle de Kardachev a inspiré plusieurs œuvres de la culture populaire, principalement en science-fiction.

## Science-fiction
« Votre race n'a même pas atteint le type 1 sur l'échelle de Kardashev (sic). Elle ne contrôle pas les ressources sur sa propre planète, encore moins celles d'un système planétaire ou d'une galaxie. Les Seigneurs du temps sont une civilisation de type 4. Nous n'avons pas d'égaux. Nous contrôlons les forces fondamentales de l'Univers en entier. Rien ne peut communiquer avec nous à notre niveau. La plupart des races prient des entités moins puissantes que les Seigneurs du temps. »

— Seigneur du temps Marnal, Doctor Who: The Gallifrey Chronicles (en)
Les types de civilisations issus de l'échelle de Kardachev sont des concepts populaires dans la science-fiction. Les auteurs y font allusion tout en prenant des libertés envers la gradation élaborée par l'astronome russe. Le type II est caractérisé par des civilisations capables d'essaimer dans la galaxie. Le meilleur exemple connu est la Fédération des planètes unies de l'univers de Star Trek, une république fédérale interplanétaire, qui à la fin du XXIVe siècle, compte plus de 150 planètes membres (entités politiques) et plusieurs milliers de colonies réparties dans un rayon de 8 000 années-lumière s'étalant sur les Quadrants Alpha et Beta de la Voie lactée. Cette civilisation est suffisamment avancée pour utiliser l'énergie d'une étoile, voyager à des vitesses supraluminiques et même accomplir des déplacements temporels (ce qui la rapproche du type III). C'est également le cas de L'Anneau-Monde de Larry Niven. Dans Les Vaisseaux du temps, de Stephen Baxter, le narrateur voyage dans un futur où les sphères de Dyson sont très répandues. Robert Silverberg, dans Across a Billion Years (1969), évoque également une biosphère artificielle appartenant à une civilisation de type II. Pat Gunkel propose la construction d'une mégastructure nommé « topopolis », ressemblant à un macaroni, comportant un creux et enserrant le Soleil. Dans Les Enfants d'Icare (1953) d'Arthur C. Clarke, les Suzerains présentent les caractéristiques d'une civilisation située entre le type II et III.
D'autres récits de science-fiction présentent des civilisations sur la route de l'expansion vers le reste de l'Univers. Michio Kaku donne l'exemple de la civilisation décrite par Isaac Asimov dans le Cycle de Fondation. Ayant terminé de coloniser l'intégralité de la galaxie, cette supercivilisation a une durée de vie de plusieurs millénaires. Le Continuum Q, dans Star Trek, est également un exemple de type III. La civilisation galactique de Star Wars, de George Lucas, est d'une taille caractéristique du type IV. Plusieurs récits présentent des civilisations ayant évolué vers la déité et capable de créer des univers à volonté par la provocation de Big Bang artificiels préalablement paramétrés, ou pour changer les lois de la Nature. La nouvelle A Billion Year to Doomsday (1975) des frères Arcadi et Boris Strougatski présente une civilisation ayant pour projet de modifier les lois physiques.

### Liste sélective
L'estimation des types ci-après n'est ni définitive, ni complète, ni absolue. Les civilisations sont classées dans le type dont elles respectent les critères, et sont en transition, à un stade plus ou moins avancé, vers le type suivant.
- Type Zéro (échelle du système Terre-Lune)
  - Vingt Mille Lieues sous les mers, Voyage au centre de la Terre, De la Terre à la Lune de Jules Verne[12].
  - Objectif Lune et On a marché sur la Lune, de Hergé.
  - Fusion, dont les protagonistes traversent le manteau terrestre jusqu'au centre de la Terre.
  - Total Recall : Mémoires programmées, avec l'ascenseur qui traverse la Terre de part et d'autre.
  - On pourra aussi se référer aux diverses fictions sur les Sélénites.
  - Dans Elysium, les élites terriennes ont bâti une gigantesque station spatiale pour vivre en orbite.

- Type I (échelle interplanétaire)
  - La saga des Odyssées de l'espace, de Arthur C. Clarke
  - Les Fontaines du paradis, de Arthur C. Clarke
  - La Trilogie de Mars, de Kim Stanley Robinson
  - « The Empire of Man » du CoDominium, de Jerry Pournelle
  - Espace, de Stephen Baxter. Les êtres humains ont installé des colonies sur plusieurs planètes, lunes et astéroïdes du Système solaire, avec l'aide des Gaijins (robots auto-répliquant).

- Type II (échelle interstellaire)
  - L'Anneau-Monde, de Larry Niven
  - L'Étoile de Pandore, de Peter F. Hamilton
  - La Fédération des planètes unies (XXIIIe siècle et XXIVe siècle), dans Star Trek, avec une taille très caractéristique du Type II. La Voie Lactée est ainsi découpée en quatre quadrants, englobant chacun un quart du volume du disque galactique. Seul le quadrant Alpha commence à être bien cartographié à l'époque.
  - L'ancienne République, dans Star Wars; plus particulièrement la version de l'univers Légendes dans la chronologie antérieure au troisième millénaire av.BY.
  - Les Goa'ulds et les Wraiths de l'univers de Stargate, dans leurs galaxies respectives.
  - The Forge of God, de Greg Bear
  - Espace de Stephen Baxter. Les Gaijins, Les Incendiaires, et de nombreuses autres civilisations de la Galaxie s'étendent dans celle-ci en colonisant chaque système stellaire et en en exploitant leurs ressources.
  - Universal War One, de Denis Bajram
  - Les civilisations du jeu Sins of a Solar Empire. Même si le zoom minimum montre une galaxie, l'échelle de la carte correspond plutôt à un système stellaire composé de trois ou quatre étoiles autour desquelles orbitent les planètes à conquérir.

- Type III (échelle galactique)
  - Les êtres ayant construit le système de transport par trous de ver dans Contact
  - L'empire féodal du Cycle de Dune, de Frank Herbert
  - L'Empire et la République galactiques, dans Star Wars, de George Lucas, à l'époque de la saga.
  - Le Cycle de Fondation, d'Isaac Asimov
  - La Culture, de Iain M. Banks
  - Le Cycle de l'Élévation, de David Brin
  - Le futur de la Fédération des planètes unies (XXIXe siècle et XXXIe siècle), dans Star Trek
  - Les membres de l'Alliance des quatre races, les Réplicateurs et les Adorateurs des Oris, dans l'univers de Stargate
  - Les Yuuzhan Vong du Nouvel Ordre Jedi, de Robert Anthony Salvatore
  - Les Inhibiteurs de L'Espace de la révélation, de Alastair Reynolds
  - Les Extra-terrestres de l'univers alterne dans l'épisode Tunnel at the End of the Light de la série TV Andromeda de Gene Roddenberry
  - L'Imperium (Warhammer 40,000)
  - La plupart des civilisations membres de l'ODP (Organisation Démocratique des planètes) dans Futurama. La frontière de l'Univers est d'ailleurs devenue une attraction touristique et on peut avoir parfois la chance d'y apercevoir ses doubles dans d'autres univers parallèles.
  - "Eux" dans Interstellar, de Christopher Nolan
  - Les civilisations de la série de jeux vidéo Endless Space[N 1]

- Type IV (échelle des superamas) et Type V (échelle de l'Univers observable)
  - Les Xeelee, de Stephen Baxter
  - Les Dieux eux-mêmes, d'Isaac Asimov (difficile de fixer un type précis)
  - L'homme à la fin de The Last Question, d'Isaac Asimov
  - Les Danseurs de la fin des temps de Michael Moorcock
  - Les Architectes ou Célestes (Celestials en VO) sont la plus ancienne race ayant habité la Galaxie de Star Wars. Ils semblent être à l'origine des formes de vie humanoïdes ainsi que de l'importante proportion de planètes viables pour ces derniers. Les fans aiment supposer qu'ils auraient altéré les  lois mêmes de la physique dans la Galaxie pour permettre les voyages plus rapides que la vitesse de la lumière, de même que les lois de la relativité générale pour empêcher les personnages de se transporter dans un futur lointain lorsqu'ils voyagent entre planètes éloignées (le temps s'écoulant à l'identique dans toute la Galaxie, hyperespace compris).
  - Les Anciens et les Oris eux-mêmes après leur Ascension, dans Stargate SG-1 (discutable, car leur existence ne se fait plus sur le plan matériel). Dans Stargate Universe, si les vaisseaux d'exploration Anciens en pilotage automatique ont tout de même laissé les infrastructures nécessaires à l'amorçage de colonies dans des galaxies très éloignées du Groupe local; aucune civilisation ne maîtrise vraiment l'énergie pour établir aisément des vortex avec ces portes.
  - Les Forerunners de Halo, espèce disparue qui n'a pas eu le temps d'évoluer à un stade supérieur, bien qu'ils auraient très certainement pu le faire.

- Type supérieur à V (échelles supérieures à l'Univers)
  - Les Précurseurs de l'univers Halo, dont on apprend beaucoup dans Silentium de Greg Bear, qui auraient atteint stade 6 ou 7 : ils auraient été présents bien avant la création de l'Univers visible, insufflant et détruisant la vie pour maintenir un équilibre parfait. Ils déplaçaient des galaxies entières, se déplaçaient à travers le temps et l'espace très facilement. Ils auraient défini les lois régissant l'univers.
  - Le Continuum Q, dans Star Trek
  - La Dernière Question d'Isaac Asimov
  - La Civilisation du roman Temps de Stephen Baxter, descendants très lointains d'Homo Sapiens.
  - La Saga des Hommes-Dieux de Philip José Farmer.